# Xanthia pedinea
Xanthia pedinea là một loài bướm đêm trong họ Noctuidae.